# David Brookman (Politiker)
Hon. David Norman Brookman (* 24. März 1917 in Armadale, Melbourne, Victoria; † 22. Mai 2000 in Adelaide, South Australia) war ein australischer Politiker der South Australian Liberal Party (LCL), der zwischen 1948 und 1973 Mitglied des South Australian House of Assembly sowie zeitweise Minister war.

## Leben

### Familiäre Herkunft, Zweiter Weltkrieg und Mitglied desSouth Australian House of Assembly

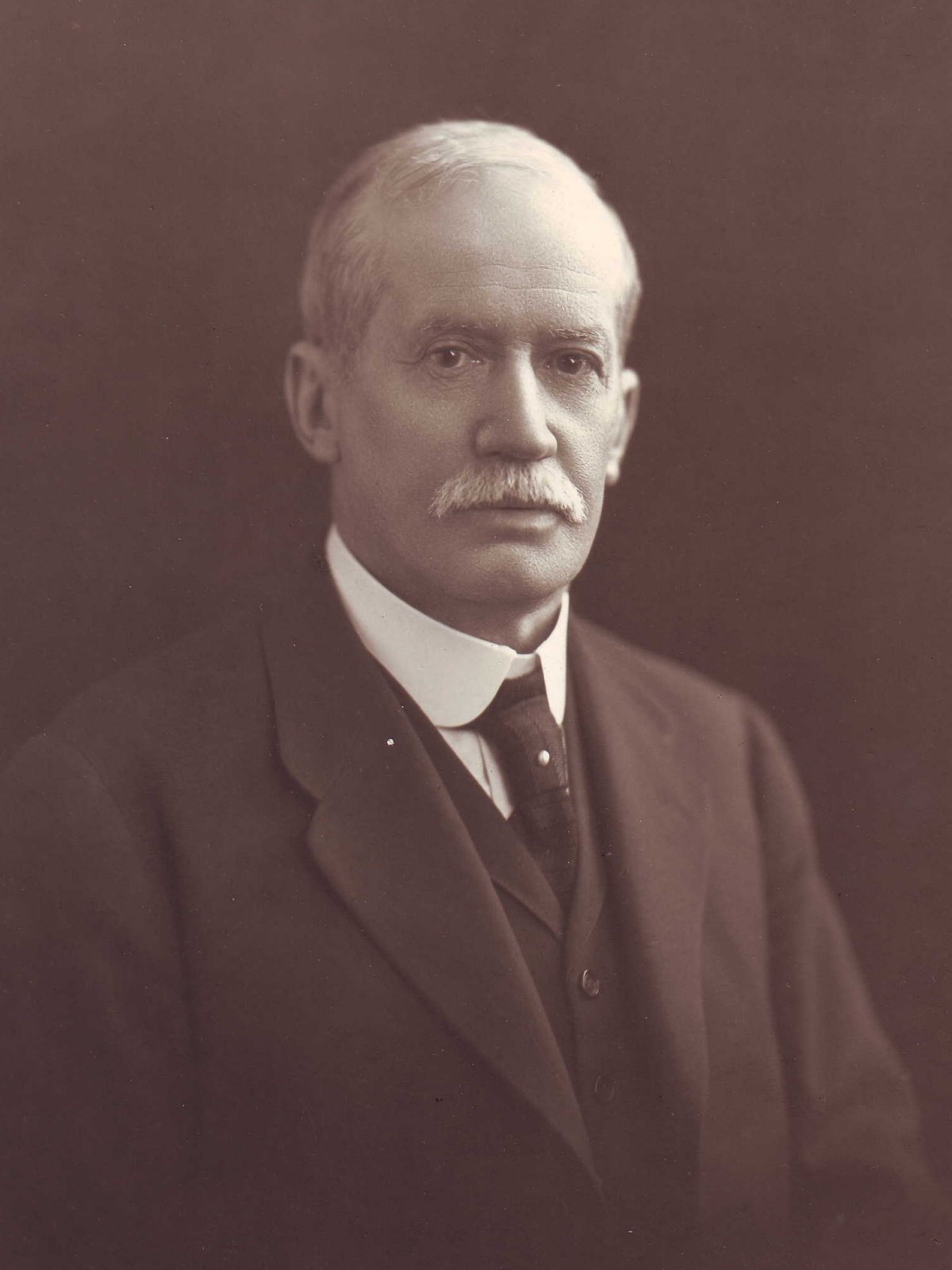
Der Unternehmer Sir George Brookman, der von 1901 bis 1910 Mitglied des South Australian Legislative Council war, war der Großvater von David Brookman.

David Norman Brookman stammte aus einer Politikerfamilie und war das zweite Kind des Soldaten und Politikers Norman Brookman (1884–1949), der zwischen 1941 und seinem Tode 1949 für die Liberal and Country League Mitglied des Mitglied des South Australian Legislative Council war, des Oberhauses des Parlaments, und dessen Ehefrau Ada Mary Dorothy „Nan“ Burden Brookman. Sein Großvater war der Unternehmer Sir George Brookman (1850–1927), der von 1901 bis 1910 ebenfalls Mitglied des Legislativrates war. Er besuchte von 1927 bis 1932 das St Peter’s College in Adelaide und begann 1935 ein Studium der Agrarwissenschaften am Roseworthy Agricultural College, welches er 1938 mit einem Diplom in Landwirtschaft abschloss. Anschließend war er auf der Farm der Familie in Burbook bei Meadows tätig, ehe er 1939 nach England ging und arbeitete für einige Zeit auf einer Schaffarm in Bedfordshire. Am 23. Mai 1940 wurde er zum Militärdienst in die Australian Military Forces der Australian Imperial Force (AIF) einberufen und nahm als Angehöriger des 2nd/7th Field Regiment an der Ersten Schlacht von El Alamein (1. bis 31. Juli 1942), in der sein mit ihm eingezogener Cousin Michael Brookman fiel. Nach seiner Beförderung zum Oberleutnant (Lieutenant) im Januar 1943 wurde er nach Borneo versetzt und nahm dort an der „Operation Oboe“ teil, die am 1. Mai 1945 mit der Landung auf der Insel Tarakan begann. Am 14. November 1945 wurde er als Oberleutnant aus dem Militärdienst entlassen. Im Anschluss übernahm er die Verwaltung der Farm und des Viehzuchtbetriebes der Familie in Burbook.
Nach dem Tode seines Parteifreundes Sir Herbert Hudd am 30. April 1948 wurde Brookman für die Liberal and Country League bei der dadurch notwendigen Nachwahl (By-election) am 19. Juni 1948 im Wahlkreis Alexandra erstmals zum Mitglied des South Australian House of Assembly gewählt, des Unterhauses des Parlaments von South Australia, und vertrat diesen Wahlkreis fast 25 Jahre lang bis zu seinem Verzicht auf eine erneute Kandidatur bei der Wahl am 10. März 1973, woraufhin sein Parteifreund Ted Chapman diesen Wahlkreis gewann. Während seiner Mitgliedschaft in der Legislativversammlung war er zunächst zwischen dem 16. Juni 1955 und dem 14. Mai 1956 Mitglied des Gemeinsamen Ausschusses für nachgeordnete Gesetzgebung (Joint Committee on Subordinate Legislation) sowie vom 10. Mai 1956 bis zum 24. Juni 1958 Mitglied des Parlamentarischen Ausschusses für öffentliche Arbeiten (Parliamentary Standing Committee on Public Works).

### Minister in den Regierungen Playford und Hall
Am 25. Juni 1958 wurde Brookman in die Regierung von Premier Thomas Playford IV berufen und bekleidete in dieser bis zum 10. März 1965 die Ämter als Landwirtschaftsminister (Minister of Agriculture) und als Forstminister (Minister of Forests). Bei der Wahl am 6. März 1965 wurde die Australian Labor Party ALP schließlich mit 274,432 Stimmen (55,04 Prozent) und 21 stärkste Fraktion in der Legislativversammlung, während Playfords LCL mit 95.000 Stimmen weniger und 179.183 Wählerstimmen (35,93 Prozent) nur noch 17 Abgeordnete stellte und sich somit nach 32 Jahren erstmals wieder in der Opposition befand. Am 6. Mai 1965 wurde ihm der Höflichkeitstitel The Honourable verliehen. Er war zwischen dem 11. Januar und dem 17. April 1968 erneut Mitglied des Parlamentarischen Ausschusses für öffentliche Arbeiten.
Bei den Wahlen am 2. März 1968 gewannen die Labour Party des bisherigen Premiers Don Dunstan und die LCL von Steele Hall jeweils 19 der 39 Sitze in der Legislativversammlung, allerdings erhielt Hall die Unterstützung des Parteilosen Tom Stott, so dass dieser am 17. April 1968 als Nachfolger Dunstans selbst Premier von South Australia wurde. In der Regierung von Premier Steele Hall übernahm David Brookman daraufhin am 17. April 1968 in Personalunion die Posten als Minister für Bewässerung (Minister of Irrigation), Minister für Ländereien (Minister of Lands), Minister für Rückkehrer (Minister of Repatriation) sowie als Minister für Einwanderung und Tourismus (Minister of Immigration and Tourism).
Au seiner am 1. Oktober 1946 in der St Peter’s College Chapel geschlossenen Ehe mit Alison Harvey Brookman, die als Anthropologin im South Australian Museum tätig warm gingen der Sohn Henry Brookman sowie die Tochter Katherine Brookman hervor. Nach seinem Tode wurde er auf dem North Road-Friedhof in Collingwood beigesetzt.

## Hintergrundliteratur
- Parliament of South Australia: Statistical Record of the Legislature 1836–2007 (Memento vom 11. März 2019 im Internet Archive)
- Neal Blewett, Dean Jaensch: Playford to Dunstan. The Politics of Transition, Cheshire,  1971
- Dean Jaensch: Conservatism’s Last Gasp. The Legislative Council of South Australia, in: Politics 7, Nr. 1 (1972), S. 82–86
- Dean Jaensch: The Playford Era, in: Dean Jaensch (Herausgeber): The Flinders History of South Australia. Political History, Wakefield Press, Netley 1986, S. 243–269